# Матсара (река)
Матсара — река в России, протекает по Пудожскому району Карелии. Длина реки составляет 22 км, площадь водосборного бассейна — 86,2 км².
Исток — Маткозеро. Река протекает в 5 км восточнее посёлка Водла. Устье реки находится в 1,2 км по левому берегу реки Ендрика. В нижнем течении Матсара принимает крупный правый приток Палручей, вытекающий из Палозера.

## Данные водного реестра
По данным государственного водного реестра России, река относится к Балтийскому бассейновому округу. Водохозяйственный участок реки — Водла, речной подбассейн — Свирь (включая реки бассейна Онежского озера). Матсара относится к речному бассейну Невы (включая бассейны рек Онежского и Ладожского озера).
Код объекта в государственном водном реестре — 01040100412102000016630.